# Ivanjševci ob Ščavnici
Ivanjševci ob Ščavnici este o localitate din comuna Gornja Radgona, Slovenia, cu o populație de 76 de locuitori.